# Trave-Gymnasium
Das Trave-Gymnasium in Lübeck wurde 1970 zunächst als Außenstelle der Thomas-Mann-Schule in Lübeck-Kücknitz gegründet und ist seit 1973 eine selbständige Schule. 

## Geschichte
Als Außenstelle der Thomas-Mann-Schule war das Trave-Gymnasium Gast in der Grund- und Hauptschule am Kirchplatz und der Realschule an der Haferkoppel.
1973 wurde die Schule selbständig als „Gymnasium i.E.“ („im Entstehen“). Aus diesem Grunde wurde zwischen Mühlbachtal und Kücknitzer Hauptstraße ein Neubau als Schulzentrum für Gymnasium und Realschule errichtet. Die Namensgebung für die Schule erfolgte 1978.
Als erstes Gymnasium führte man 1990 die reine Fünf-Tage-Woche ein.
Die Jahre zwischen 1998 und 2000 waren überwiegend durch einen Kampf gegen die Umwandlung des Trave-Schulzentrums in einer Gesamtschule geprägt.
1999 organisierte die Schule einen Streik, der deutschlandweit durch die Medien ging.
Letztendlich konnte man die Umwandlung verhindern.
2008 entschied die Lübecker Bürgerschaft, das Trave-Gymnasium zu erhalten.
Im Jahre 2006 wurde das Trave-Gymnasium vom EVIT-Schul-TÜV bewertet.

## Sportliche Erfolge
Das Trave-Gymnasium ist vor allem für seine sportlichen Erfolge in den Bereichen Volleyball, Schach und Schwimmen bekannt.

### Schach
Die 1. Mädchenmannschaft des Trave-Gymnasiums konnte 2004–2008 Landesschulschachmeister in der WK M werden und von 2004 bis 2007 an den Deutschen Meisterschaften teilnehmen. 2004 erreichte die Mannschaft einen 7. Platz. 2008 fuhr die Mannschaft mit ihrem betreuenden Lehrer nach Stuttgart zu den Deutschen Schulschachmeisterschaften der Mädchen.

### Schwimmen
Schwimmfest Jugend trainiert für Olympia (Jahrg. 94–96):
Die TGL-Staffel ist am 25. Januar 2007 Stadtmeister in Lübeck geworden.